# Pantoporia fortuna
Pantoporia fortuna är en fjärilsart som beskrevs av John Henry Leech 1889. Pantoporia fortuna ingår i släktet Pantoporia och familjen praktfjärilar. Inga underarter finns listade i Catalogue of Life.